# Padang Titiran
Padang Titiran is een bestuurslaag in het regentschap Empat Lawang van de provincie Zuid-Sumatra, Indonesië. Padang Titiran telt 1161 inwoners (volkstelling 2010).